# Том Лееб
Том Лееб (фр. Tom Leeb; 21 березня 1989, Париж, Франція) — французький актор, комік і співак. Представник Франції на 65-му пісенному конкурсі «Євробачення».

## Життя і творчість
Том Лееб народився 21 березня 1989 року в сім'ї гумориста Мішеля Лееба та журналістки Беатріс Малісе. Він — наймолодший у сім'ї після Фанні (1986 р.н.) та Ельзи (1988 р.н.).
У 2003 Лееб разом зі своїм батьком дебютував на сцені паризького театру у виставі «Місіс Даутфайр» (фр. Madame Doubtfire). У віці 18 років він переїхав до Нью-Йорка, де п'ять років брав уроки театру, кіно, пісні та танцю.
У 2013 році його затвердили на роль Тома в телесеріалі «Під сонцем Сен-Тропе» (фр. Sous le soleil de Saint-Tropez). Того ж року відбулася прем'єра кінокомедії «Порожні обіцянки» (фр. Paroles), у якій зіграв Лееб.
Також у 2013 році він сформував комедійний дует з актором Кевіном Леві, разом вони створили власне шоу «Kevin & Tom». Паралельно з їхнім шоу вони запустили трихвилинний скетч-серіал «Як?» (фр. Comment?) на YouTube-каналі.
У березні 2018 року Лееб випустив свій перший сингл «Are We Too Late». У вересні 2019 року він випустив дебютний альбом «Recollection», до якого увійшли 13 поп-фольк пісень із рок-елементами власного авторства.
14 січня 2020 року стало відомо, що Лееб представлятиме Францію на 65-му пісенному конкурсі «Євробачення», який відбудеться в Роттердамі, Нідерландах. Фінал конкурсу відбудеться 16 травня в якому він виконає пісню «The Best in Me».

## Фільмографія

### Кіно
| Рік  | Українська назва               | Оригінальна назва                         | Роль                    | Режисер                            |
| ---- | ------------------------------ | ----------------------------------------- | ----------------------- | ---------------------------------- |
| 2013 | Порожні обіцянки               | фр. Paroles                               |                         | Веронік Мукре Рувероліс            |
| 2014 | Канікули в Провансі            | фр. Avis de mistral                       | Тьяго                   | Розелін Бош                        |
| 2017 | Наречений на двох              | фр. Jour J                                | Габрієль                | Реем Херісі                        |
| 2017 | Овердрайв                      | англ. Overdrive                           | Американський турист №2 | Антоніо Негрет                     |
| 2017 | Моє курча                      | фр. Mon poussin                           | Ромен                   | Фредерік Форестьє                  |
| 2017 | Метелик                        | англ. Papillon                            | Адвокат Луї Дельга      | Міхаель Нер                        |
| 2017 | Нові пригоди Попелюшки         | фр. Les Nouvelles Aventures de Cendrillon | Релу                    | Ліонель Стекетее                   |
| 2019 | Сірано                         | фр. Edmond                                | Лео Вольні              | Алексі Міхалік                     |
| 2020 | Це життя                       | фр. C'est la vie                          | Жером                   | Жульєн Рамбальді                   |
| 2021 |                                | 8, Rue de L'Humanité (Netflix)            | Sam                     | Дені Бун                           |
| 2021 |                                | Pierre & Jeanne                           | Paul                    | За мотивами роману Гі де Мопассана |
| 2021 | Інструкція з виховання мажорів | фр. Pourris gâtés                         | Хуан Карлос             |                                    |

### Телебачення
| Рік       | Українська назва     | Оригінальна назва                  | Роль        | Примітки                                 |
| --------- | -------------------- | ---------------------------------- | ----------- | ---------------------------------------- |
| 2013—2014 | Під сонцем Сен-Тропе | фр. Sous le soleil de Saint-Tropez | Том Дранкур |                                          |
| 2014      | Відділ досліджень    | фр. Section de recherches          | Давід Бреан | 8 сезон, 9 серія: «Cyrano»               |
| 2018      | Ніна                 | фр. Nina                           | Анто        | 4 сезон, 4 серія: «D'abord ne pas nuire» |
| 2020      |                      | « Infidèle » TF1                   |             | Saison 2                                 |
| 2021      |                      | "Plan B" TF1 - Manu                |             | saison 1                                 |

## Дискографія

### Студійні альбоми
| Назва        | Деталі                                                                                |
| ------------ | ------------------------------------------------------------------------------------- |
| Recollection | - Дата: 20 вересня 2019 - Поширення: Cristal Groupe, Roy Music - Формати: CD, Digital |

### Міні-альбом
| Назва    | Деталі                                                                                |
| -------- | ------------------------------------------------------------------------------------- |
| Tom Leeb | - Дата: 21 вересня 2018 - Поширення: Cristal Groupe, Roy Music - Формати: CD, Digital |

### Сингли
| Назва             | Рік  | Альбом        |
| ----------------- | ---- | ------------- |
| «Are We Too Late» | 2018 | Tom Leeb      |
| «Go On»           | 2018 | Tom Leeb      |
| «Sun»             | 2019 | Recollection  |
| «The Best in Me»  | 2020 | Поза альбомом |